# Рішення Синоду Православної церкви України (2020)
Тут подані рішення Священного Синоду Православної церкви України за 2020 рік.

## Засідання

### 4 лютого
У засіданні взяли участь усі члени Синоду, окрім Почесного Патріарха Філарета, відсутнього без поважної причини.
Розглянувши діяльність Почесного Патріарха Філарета та беручи до уваги особливі заслуги в минулому перед Церквою, Священний Синод вкотре констатував, що Почесний Патріарх Філарет залишається у складі єпископату Православної Церкви України, однак втратив канонічні права і обов’язки, пов’язані з управлінням єпархією. Враховуючи відсутність на шести засіданнях Священного Синоду поспіль, необґрунтовану відмову брати участь у засіданні Священного Синоду попри письмове запрошення, було вирішено зупинити повноваження Почесного Патріарха Філарета як члена Священного Синоду. Синод констатував, що Почесному Патріарху Філарету, як архієрею на спокої, канонічно заборонено звершувати будь-які хіротонії. Клірики, іменовані ним у позастатутний спосіб єпископами, не є такими, зроблене для них і зроблене ними – усе нікчемне (відповідно до 4 правила Другого Вселенського собору). Почесному Патріарху Філарету і його оточенню було вирішено нагадати про заклик Архієрейського Собору до примирення та припинення самоізоляції.
Окрім того, Синод затвердив нагороди Православної Церкви України для єпископату, кліру та мирян:
Були затверджені статути і настоятелі монастирів:
- Горбанівський Різдво-Богородичний чоловічий монастир Полтавської єпархії, намісник — ієромонах Іоан (Луценко)
- Чоловічий монастир Дніпропетровської єпархії на честь святого праведного Петра (Калнишевського) Багатостраждального, настоятель — архієпископ Дніпровський і Криворізький Симеон (Зінкевич)
- Свято-Прокопівський жіночий Лекечівський монастир Чернівецько-Кіцманської єпархії, настоятельниця — ігуменя Філофея (Урванець).

Також Священний Синод засудив самовільне, одноосібне рішення митрополита Луцького і Волинського Михаїла (Зінкевича), про внесення змін до церковного календаря, яке є порушенням канонічного порядку, зокрема 34 Апостольського правила.
Вважаючи загалом за краще, щоби всі Помісні Православні Церкви дотримувалися єдиної думки щодо календарного питання, – в умовах, коли такої єдиної думки серед Помісних Православних Церков немає, коли частина православних в Україні перебуває під впливом Московського Патріархату, а також беручи до уваги досвід виникнення «старокалендарних схизм» у інших Помісних Церквах – констатували, що непродумане та поспішне впровадження зараз календарної реформи в Православній Церкві України може привести до закріплення існуючих розділень та виникнення нових. Було підтримано необхідність зваженого, конструктивного обговорення календарної реформи з урахуванням думки суспільства, серед якого зараз є приблизно втричі менше її прихильників, ніж опонентів. Синод дозволив, там де для цього вбачаються об’єктивні обставини та пастирська необхідність, з благословення правлячого архієрея 25 грудня нового стилю звершувати лише молебень з акафістом Різдву Христовому та виконання народних різдвяних піснеспівів (колядок). Священний Синод заснував Синодальну календарну комісію і призначив її очільником професора протоієрея Олександра Трофимлюка, ректора Київської православної богословської академії. Йому було доручено до наступного засідання Священного Синоду подати пропозиції щодо персонального складу Комісії.
На завершення засідання Священний Синод розглянув та взяв до уваги звіти єпархій Православної Церкви України за 2019 рік.

### 17 березня
Ухвалили:
- У зв'язку із запровадженням в Україні карантинних заходів через загрозу поширення коронавірусу та захворювання COVID-19 Православна Церква України закликає з уважністю та розумінням поставитися до рекомендацій, рішень та заходів з боку держави та органів місцевого самоврядування, органів охорони здоров'я.
- Закликати єпископат, духовенство і паству прийняти викликані поширенням хвороби зміни та обмеження як аскетичний подвиг стриманості, сутність якого співпадає із метою та практикою посту, пам'ятаючи слова Спасителя: «Коли молишся, увійди до кімнати твоєї і, зачинивши двері твої, помолись Отцю твоєму, Який у таїні, і Отець твій, який бачить таємне, воздасть тобі явно» (Мф. 6:6).
- Затвердити Практичні настанови для єпископату, духовенства і вірних Православної Церкви України у зв'язку з оголошеною пандемією особливо небезпечної коронавірусної хвороби (COVID-19).[2]
- Затвердити загальний текст молитви у час згубної пошесті, благословивши також вживати інші, передбачені церковною традицією молитви.[3]
- Єпархіальним архієреям Православної Церкви України доручити вживати належні заходи реагування, пов'язані з особливостями ситуації у межах єпархії. Проведення будь-яких парафіяльних заходів, в тому числі зборів, має бути відкладено на час після завершення карантинних заходів.
- Враховуючи швидку зміну ситуації, запровадження нових заходів обмеження на місцевому, державному та глобальному рівні, встановити можливість ухвалення Священним Синодом наступних рішень шляхом дистанційного спілкування (телеконференції).

Було заслухано й затверджено подання Преосвященного Симеона, митрополита Вінницького і Барського, Головного секретаря Священного Синоду, про затвердження «Положення про Секретаріат Синоду Української Православної Церкви (Православної Церкви України)»
Також було утворене Синодальне управління медичного капеланства й призначено виконуючим обов'язки голови Синодального управління медичного капеланства протоієрея Сергія Дмитрієва, клірика Київської єпархії.
- Погодили створення в Чернівецько-Буковинській єпархії і реєстрацію статуту жіночого монастиря Преображення за адресою: Чернівецька область, Заставнівський район, с. Васловівці, вул. Гакмана, 2. Призначили монахиню Анисію (в миру Танчук Людмилу Василівну) старшою сестрою (керівником) жіночого монастиря Преображення Господнього Чернівецько-Буковинській єпархії.[4]

### 9 липня
Ухвалили:
- Відповідь від імені Священного Синоду за підписом Предстоятеля Православної Церкви України до листа на адресу Блаженнійшого Митрополита Київського і всієї України Епіфанія від Святійшого Варфоломія, Архієпископа Константинополя – Нового Риму, Вселенського Патріарха (від 17 травня 2020 р. за номером 290) щодо питань про спосіб подання Святого Причастя Тіла і Крові Христових в умовах пандемії коронавірусної хвороби.

Враховуючи встановлені державою обмеження на проведення масових релігійних заходів, провести 27-28 липня 2020 р. святкування 1032-ї річниці Хрещення Руси-України за наступним розпорядком:
- 27 липня ввечері – Всенічне бдіння у кафедральному Михайлівському Золотоверхому соборі м. Києва;
- 28 липня ранком – Божественна літургія у кафедральному Михайлівському Золотоверхому соборі м. Києва, після обіду – молебень біля пам’ятника рівноапостольному кн. Володимиру (без проведення хресного ходу).

Погодили єпархіальним архієреям сповістити духовенство і вірних про особливості цьогорічного святкування 1032-ї річниці Хрещення Руси-України, які не дозволяють  організувати традиційне паломництво вірних до Києва, а тому мають бути проведені на єпархіальному та парафіяльному рівнях з дотриманням відповідних приписів.
- Поєднали святкування 1032-ї річниці Хрещення Руси-України з відзначенням 400-ліття рукоположення святителя Іова на Митрополита Київського і всієї Руси та відновлення ієрархії православної Київської Митрополії (1620 р.)

- За активну участь у діях, спрямованих на збурення протистояння у церковному середовищі, свідоме противлення соборним рішенням, порушення 34 Апостольського правила, прийняття та вживання не встановленого і належного йому титулу – Преосвященного Філарета (Панку) виключити з 9 липня 2020 р. зі складу єпископату Православної Церкви України.
- Преосвященний єпископ Філарет (Панку) та очолювані ним релігійні структури додержувалися і додержуються румунсько-молдовської літургійної традиції і як такі ніколи не представляли українську діаспору, перебуваючи у складі Української Православної Церкви Київського Патріархату, а потім – Православної Церкви України за ікономією.

Враховуючи це – передали судження про подальший канонічний статус Преосвященного єпископа Філарета (Панку), колишнього Білгород-Дністровського, та підлеглих йому релігійних структур до відання Румунської Православної Церкви, про що сповістити Блаженнійшого Румунського Патріарха Даниїла та Високопреосвященного Митрополита Бессарабського Петра.

### 21 серпня
Ухвалили:
- Звільнити Преосвященного Климента, митрополита Сімферопольського і Кримського, від тимчасового керування Херсонською єпархією Української Православної Церкви (Православної Церкви України), висловивши подяку за здійснену працю.
- За підсумками таємного голосування Преосвященного Никодима, єпископа Генічеського, вікарія Херсонської єпархії, обрати єпископом Херсонським і Таврійським, у зв’язку з чим призначивши його керуючим Херсонською єпархією Української Православної Церкви (Православної Церкви України) та звільнивши з посади вікарія Херсонської єпархії.

Затвердили членами Синодальної Статутної комісії:
Затвердили членами Синодальної Комісії у справах монастирів та чернецтва:
Затвердили членами Синодальної Календарної комісії:
Ухвалили:
- Затвердити запропонований Синодальною Календарною комісією Місяцеслов (погодження після об'єднання), вміщуваний у богослужбовому календарі, та благословити його друк в офіційних церковних календарях Православної Церкви України.
- Благословити працю над подальшим уточненням Місяцеслова та формуванням Повного Місяцеслова Православної Церкви України, який би також вміщував дні пам’яті святих, канонізованих в інших помісних Православних Церквах.

- Встановили день пам'яті святого благовірного великого князя Київського Мстислава Володимировича, у святому Хрещенні Федора, 15 квітня (28 квітня за новим стилем) та внести його до Місяцеслова Православної Церкви України.
- Визначили день святкування на честь Вишгородської ікони Божої Матері в день пам’яті святого благовірного великого князя Київського Мстислава Володимировича, у святому Хрещенні Федора, – 15 квітня (28 квітня за новим стилем).
- Погодили Синодальній календарній комісії внести до Місяцеслова Православної Церкви України день святкування на честь Вишгородської ікони Божої Матері 15 квітня (28 квітня за новим стилем) та вилучити попередні дні святкування (3 червня, 6 липня та 8 вересня за новим стилем).

- Визначили підставами для Дмитрівської поминальної суботи – звершення поминання всіх від віку спочилих отців, братів і сестер наших у суботу напередодні дня пам'яті святого великомученика Димитрія Солунського 26 жовтня (8 листопада за новим стилем) згадування пам'яті всіх, в Україні голодом заморених, вбитих під час Революції гідності та загиблих внаслідок агресії Російської Федерації на Сході України.
- Встановили день пам'яті святого благовірного гетьмана Петра (Конашевича-Сагайдачного) для загальноцерковного шанування 7 квітня (20 квітня за новим стилем) та внести його до Місяцеслова Православної Церкви України.

Нагадали про ухвалене Священним Синодом (Журнал №24 засідання Священного Синоду від 24 травня 2019 р.) додаткове роз'яснення щодо питання участі архієреїв та духовенства Української Православної Церкви (Православної Церкви України) у роботі світських виборних органів, зокрема органів місцевого самоврядування: "священнослужителям повністю забороняється висувати свої кандидатури і обиратися на посади сільського, селищного, міського голови, голови об’єднаної територіальної громади, а також погоджуватися на обрання чи призначення на посади в місцевих чи державних органах влади, де передбачене прийняття на постійну роботу. З цієї ж причини клірикам забороняється висувати свої кандидатури та обиратися до Верховної Ради України."
- Змінили назву та місце реєстрації Чоловічого монастиря на честь святого праведного Петра (Калнишевського) Багатостраждального в селі Тихе Васильківського району Дніпропетровської області на назву і місце реєстрації: Покровський чоловічий монастир с. Рубанівське Васильківського району Дніпропетровської області.
- Затвердили настоятелем Покровського чоловічого монастиря с. Рубанівське Васильківського району Дніпропетровської області ігумена Василія (в миру Пишного Василя Івановича).[6]